# Calle Ollerías
La Calle Ollerías es una vía situada en el distrito Centro la ciudad de Málaga, España. 
Esta calle comunica el barrio de El Molinillo, al Norte, con el Centro Histórico, al Sur; desde la Calle Cruz del Molinillo hasta la Calle Carretería y también marca la divisoria entre los barrios de La Goleta y San Felipe Neri. Tiene una longitud de 550 metros.
Su nombre es debido a la existencia de talleres cerámicos dedicados a la fabricación de ollas en los siglos XVI y XVII en los alrededores de esta vía.
En esta vía podemos encontrar el Centro Cultural Provincial y la Biblioteca Cánovas del Castillo de la Diputación de Málaga.